# Червона Дача
Червона Дача — селище в Україні, у Золотоніському районі Черкаської області. Входить до складу Шрамківської сільської громади. Населення — 10 осіб (на 2023 рік).

## Географія
На південно-східній околиці селища бере початок річка Малий Чумгак (в деяких джерелах називається Гнилий Чумгак).
Ставок, утворений на місці течії річки, місцеві жителі називають Ярок. Місце витоку ж - Круглий став.
Раніше в заплаві річки знаходили прихисток безліч видів водоплавних та інших птахів (качки, бекаси, лебеді, чаплі та ін.), водилася риба (карасі, в'юни), жили болотяні черепахи. Це призводило до значного поширення біорізноманіття на луках довкола водойми - як рослинного, так і тваринного. Наразі це все знищено і перетворено на орні землі.

## Історія
Поселення виникло на місці панського відпочинку і спочатку називалось Красною Дачею (тобто «гарною», «красивою»).
Хутір в сучасному вигляді було засновано на бирлівських землях у 1922-28 роках. Першими поселенцями стали селяни-вихідці зі Слободи (частина сучасного села Бирлівка) і Богодарівки (сучасна Яворівка). У 1928-29 роках було засновано невелику сільськогосподарську артіль «Червона Дача», яка незабаром відійшла до колгоспу Богодарівської сільської ради .
На північ від селища розміщений курган з назвою "Три брати". На південному заході височіє ще один курган. Місцеві жителі називають його "Могила". Імовірне походження за місцевими легендами зводиться до часів Другої світової війни. Певне підтвердження цьому знаходимо у історико-географічному дослідженні В. П. Щерби "Із туману віків і днів учорашніх":
"Торкаючись ще теми 26 армії, треба сказати про ті репресивні дії, які проводив особливий відділ армії під керівництвом начальника відділу П.В. Ватіса. Працівники особливого відділу капітан Нечаєв та лейтенант Гальченко з підпорядкованими їм бійцями весь час перебували в тилах армії, хапали тих воїнів, які або відстали від своїх підрозділів, або підняли німецьку листівку на цигарку, або йшли без зброї. Таких бійців особисто хапали і без суду і слідства розстрілювали у глухих степових місцях. Скільки таких невідомих могил залишилося на полях Бирлівки, Шрамківки, Яворівки, Демок та ін."
На території селища працював Будинок культури, в якому діяла чотирикласна школа, бібліотека та невеликий кінозал. Також була власна кузня, млин, пташник, вівчарня, телятник, колгоспна пасіка чисельністю понад сто вуликів, магазин.
Село постраждало внаслідок геноциду українського народу, проведеного окупаційним урядом СССР 1923-1933 та 1946-1947 роках.

## Уродженці селища
Згуровець (Ілюк) Дарина Володимирівна - неоднократна учасниця Міжнародного конкурсу знавців української мови імені Петра Яцика . Учасниця районних та обласних змагань із настільного тенісу, в яких займала призові місця.
Згуровець Микола Андрійович - керуючий пасікою колгоспу імені Куйбишева. Учасник Апімондії 19** року. Завідуючий магазином у селищі.
Згуровець Олександр Миколайович - учасник ліквідації аварії на ЧАЕС 1986 року.
Іванова Людмила Іванівна - завідуюча ДНЗ Яворівського НВК "Лісова казка". Відомий мануальний терапевт.
Іванов Олег Едуардович — з початку повномасштабного російського вторгнення (2022 рік) активний захисник нашої держави, служить у ЗСУ.
Остафійчук Анатолій Анатолійович — з початку повномасштабного російського вторгнення (2022 рік) активний захисник нашої держави, служить у ЗСУ.